# 引地裕美
引地 裕美（ひきち ゆうみ、1992年2月6日 - ）は、日本のファッションモデル、タレント、歌手、レースクイーン。
神奈川県出身。イー・スマイル所属。

## 経歴

### モデル・レースクイーンとして
山野美容芸術短期大学に進学し、その頃から雑誌モデルの仕事を始め、CMやテレビ番組に出演するようになる。
2014年4月11日、ラナエンターテイメントによりエヴァンゲリオンレーシングの2014年体制として引地が綾波レイ役のレースクイーンであることが発表された。しかし同年のSUPER GTには同レーシングは出場せず、2輪の鈴鹿8時間耐久ロードレースに参加した。この年にはミスアクション2015候補生としてエントリーされるが、受賞はならなかった。
2015年4月10日、ラナエンターテイメントによりエヴァンゲリオンレーシングの2015年体制として引地が昨年に続き、綾波レイ役のレースクイーンであることが発表された。
2016年3月9日、ラナエンターテイメントが手掛けるエヴァンゲリオンレーシングの2016年体制として綾波レイ役レースクイーン担当（3年目）であることが発表された。同年、「日本レースクイーン大賞 2016新人部門」のファーストステージに74名の新人レースクイーンがエントリーし、引地もファーストステージのエントリー者に入る。投票は5月20日から6月6日まで行われ、投票ポイントの上位10名として選ばれ、2016新人部門のファイナルステージへ進んだ。7月3日に最優秀新人賞が発表され、新人部門のグランプリに選ばれた。
2017年3月3日、エヴァンゲリオンレーシングレースクイーン2017の綾波レイ役（4年目）に選ばれた。2018年も同レースクイーンで綾波役（5年目）を担当したが、この年をもってエヴァンゲリオンレーシングのRQを一旦卒業。翌2019年はエヴァンゲリオンRQで共働した神尾美月らと共に、アップガレージ「ドリフトエンジェルス」メンバーとしてRQ・パフォーマンス活動を行ったが、同年限りでドリエン自体が活動休止となる。
2020年は「D'stationフレッシュエンジェルズ」の一員として、スーパー耐久の公式イメージガールを担当。同3月13日、式波・アスカ・ラングレー役として2年ぶりとなるエヴァンゲリオンRQに復帰する。また、フレエンで共働する林紗久羅と宮瀬七海の所属事務所であるイー・スマイルと同年から業務提携を行うようになり、イー・スマイルの公式HPにもプロフィールが掲載されている。
2021年は引き続きフレッシュエンジェルズの一員として活動する一方、「KeePer Angels」としてSUPER GT500クラス・37号車（TGR Team KeePer TOM'S）のレースクイーンを担当。翌2022年も引き続きKeePer Angelsを務めたが、フレエンはこの年以降スーパー耐久のイメージガールから撤退したため、フレエンの在任期間は2年でストップした。
2023年は小湊美月と共に「Mobil1レーシングサポーターズ」としてSUPER GT・スーパーフォーミュラ・スーパー耐久他のカテゴリーで活動。31歳でのMobil1RQ就任は歴代最年長記録であった。以後2024年・2025年と3年連続でMobil1レーシングサポーターズを務めている。

### 歌手として
先述のドリフトエンジェルスやフレッシュエンジェルズメンバーとして歌と踊りを披露する一方、ソロ歌手としてもライブ活動を行っており、2017年5月14日には、自身初のオリジナル曲「side of you'」を新宿sunfaceで初披露。翌2018年7月20日にはソロシングル『サヨナラ』、2019年3月14日にはミニ・アルバム『CHANGES』をリリースした。
イー・スマイルとの提携を開始した2020年には、“UMine”（ユウミン）名義で自身のYouTubeチャンネルを立ち上げ、同年12月25日、“UMine feat.JAPLYN”名義でオリジナル曲「Sweet Dream」を配信リリースした。以後「It's Summer Time」「ワガママ」「LETTER 2 U」「CHRISTMAS MIRACLE」の4曲がMr.JAPLYNのプロデュースによって発表されており、そのうち「It's Summer Time」のMVにはフレエンの同僚だった織田真実那・宮瀬七海・阿比留あんな・水瀬琴音が出演している。

## 人物
- 趣味はショッピング、ひとりカフェ、ゲーム。特技は歌うこと。
- 弟が1人いる[ブログ 8]。
- へそピアスを付けており、ミスアクション候補生動画のスリーサイズ披露時に確認出来る[動画 2]。
- 以前同じ事務所に所属していた「ぎーちゃむ」こと佐藤綾衣[注 1]や、アイドルユニット「バクステ外神田一丁目」の諸星あずな[ブログ 10]と仲が良い。またエヴァンゲリオンRQで共働し、後にイー・スマイルに移籍することになる堀尾実咲とも仲が良く、2人のコンビは「みんめろ」と呼ばれている[ブログ 11]。

## 出演

### テレビ
テレビ東京
- 『極嬢ヂカラPremium』アンドウミカのセクシーワークアウト（2012年9月）
- 『〜裏ネタワイド〜 DEEPナイト』（2014年4月17日 - 9月25日）
- 『にっぽん!いい旅SP』（2014年10月29日）
- 『リトルトーキョーライブクリスマススペシャル』（2014年12月24日）
- 『チャージ730!』（2015年10月23日[ブログ 12]・11月6日[ブログ 13]・2016年3月30日[14]）
- 『出没!アド街ック天国』（2016年5月7日）

テレビ朝日
- 『だんくぼ・彩』最高の下着を探そう（2013年11月19日放送）
- 『Kis-My-Ft2 presentsオフィスラーニングバラエティ OLくらぶ』（2014年9月30日 - 2015年3月25日）
- 『志村&鶴瓶のあぶない交遊録』（2015年1月2日放送）
- 『林修の今でしょ!講座』（2016年2月9日放送）

BS-TBS
- 『金曜ナミダメ劇場〜涙の数だけキレイになる〜』

TBS
- 『知っとこ!』（MBS制作）
- 『マツコの知らない世界』（2015年3月10日放送）
- 『ニンゲン観察バラエティ モニタリング』（2016年4月21日放送）
- 『ピラミッドダービー』（2016年5月1日放送）

日本テレビ
- 『ザ!世界仰天ニュース4時間スペシャル』（2014年9月24日放送）
- 『行列のできる法律相談所』-あばれる君ドッキリ企画仕掛人-（2015年4月19日放送）

関西テレビ
- 『村上マヨネーズのツッコませて頂きます!』 (2015年10月11日[ブログ 14]、12月11日放送[ブログ 15])

NHK総合テレビ
- 『バナナ♪ゼロミュージック』 (2016年4月23日放送)

### CM・広告
- 花王「フレアフレグランス」タクシー編
- サーティワン「お店で焼きたて」編

### PV
- ふなっしー - 「ふな ふな ふなっしー♪ 〜ふなっしー公式テーマソング〜」

### MV
- サンボマスター「可能性」MV(2015年) レースクイーン役

### イメージモデル
- GOD Make　
  - 殿堂入り動画「男ウケ☆うさちゃんメイク」
  - 「パステル服に合わせたい！血色感を重視したピュア顔メイク」（2014年3月）
  - 「女ウケ☆赤シャドウメイク（アレンジ）」
- マルチブック（multibook）[15]
  - multibookイメージガール (2016年 - )

### ショー
- BREAK GIRL FESTIVAL
- UNIVERSAL BREAK COLLECTION
- ニコニコ生放送 ノイタミナ・ワールドショーケース
- 東京オートサロン 2016出演（2016年1月15日-17日） FLEXgirls[ブログ 16]
- 大阪オートメッセ 2016出演（2016年2月12日-14日） FLEXgirls
- GAZOO Racingラリーチャレンジ木曽福島[16]（2016年4月24日） FLEXgirls
- BIG MEETING HOKKAIDO 2016 [17] 会場：北海道 アップルポート余市[18]（2016年6月26日） FLEXgirls
- SARDガレージセール in ジェームスみゆきが原[ブログ 17][19]（2016年9月10日 - 11日） FLEXgirls
- 東京ゲームショウ2017「Xperia」ブース（2017年9月、幕張メッセ）[注 2]
- 東京オートサロン2018「FLEX」（2018年1月12日 - 14日、幕張メッセ）[注 3]
- 東京オートサロン2019「TOYO TIRES」（2018年1月11日 - 13日、幕張メッセ）

### レースクイーン
- エヴァンゲリオンレーシング2014 綾波レイ役[動画 1]
  - 6月1日：原宿エヴァストアお引越しセレモニー
  - 7月26日 - 27日：鈴鹿8時間耐久ロードレース
  - 9月13日 - 15日：きたまえ↑ 札幌☆マンガ・アニメフェスティバルにて『エヴァンゲリオン RT 初号機アップル紫電』展示。写真撮影、サイン会、ステージイベント[動画 11]
  - 9月20日 - 21日：東京ゲームショウ2014 ブシロードブースにて　バトルRPG『ヱヴァンゲリヲン バトルミッション』展示、『エヴァRT初号機シナジーフォースTRICKSTAR』展示、写真撮影
  - 10月12日：コアラドライブ（安城自動車学校）交通遺児支援チャリティーイベント 第10回三河モーターサイクルショーにて　『エヴァンゲリオンRT初号機Ninja250R』展示、写真撮影
  - 10月25日：池袋ハロウィンコスプレフェス2014 ニコぶくろ祭[20](ニコニコ生放送)
  - 11月22日：エヴァストア３周年記念・池袋８時間耐久ニコニコ生放送！！[21][22](ニコニコ生放送)
  - 2015年3月14日-15日：熊本県立美術館、「エヴァンゲリオン展　【熊本会場】」で撮影会を実施。[23]
- エヴァンゲリオンレーシング2015 綾波レイ役[2]
  - 4月25日：富士急ハイランド「EVANGELION：WORLD」エヴァンゲリオンプロジェクションマッピング オープニングイベント[ブログ 18][24]、撮影会
  - 6月6日：RQ撮影会
  - 7月18日 - 19日：東名高速道路の足柄サービスエリアにある「EXPASA足柄（下り）」で、「新世紀エヴァンゲリオン」とコラボイベント。RQ撮影会。[25][26]
  - 7月25日 - 26日：鈴鹿8時間耐久ロードレース[27]
  - 8月8日：「ザ・駅前テレビ」（abn長野朝日放送）、RQ撮影会（長野・長野市水野美術館・エヴァンゲリオン展）[28]
  - 9月19日：「自遊空間アーバン札幌店 feat. EVANGELION」オープンイベント、RQ撮影会[29]
  - 9月20日 - 21日：東名高速道路の足柄サービスエリアにある「EXPASA足柄（下り）」で、「新世紀エヴァンゲリオン」とコラボイベント。RQ撮影会。[30]
  - 9月23日：第3新東京市温泉卓球部箱根温泉卓球大会2015[31]
  - 10月3日：RQ撮影会
  - 11月7日：エヴァ新幹線、博多駅・新大阪駅で出発式[32]
  - 2016年1月31日：RQ撮影会

- エヴァンゲリオンレーシング2016 綾波レイ役[3]
  - 3月27日：東名高速道路の足柄サービスエリアにある「EXPASA足柄（下り）」で、「新世紀エヴァンゲリオン」とコラボイベント。「エヴァレーシング2016決起集会」、RQ撮影会。[33]
  - 4月9日 - 10日：SUPER GT、FIA-F4選手権 岡山国際サーキット
  - 5月3日 - 4日：SUPER GT、FIA-F4選手権 富士スピードウェイ
  - 7月23日 - 24日：SUPER GT、FIA-F4選手権 スポーツランドSUGO
  - 7月30日 - 31日：鈴鹿8時間耐久ロードレース[34]、鈴鹿サーキット
  - 8月6日 - 7日：SUPER GT、FIA-F4選手権 富士スピードウェイ
  - 8月27日 - 28日：SUPER GT、FIA-F4選手権 鈴鹿サーキット
  - 9月17日 - 18日：フランス・ボルドール24時間耐久ロードレース[35]、マニクール・サーキット
  - 9月22日：第47回仙石原すすき祭り 箱根温泉卓球選手権2016　RQ撮影会、仙石原文化センター仙石原公園特設ステージ [36]
  - 10月8日 - 9日：SUPER GT、FIA-F4選手権 タイ・チャーン・インターナショナル・サーキット
  - 10月29日：RQ撮影会
  - 12月5日：西東京市、新青梅街道沿、出玉王田無店「CRヱヴァンゲリヲン - いま、目覚めの時 -」プレミアム先行導入イベント[ブログ 19]
  - 12月25日：『ケーパワーズ大阪本店』エヴァレーシングRQによるトークショー
  - 2017年1月9日：仙台駅前にてニッカンスポーツ号外配布[ブログ 20]。
  - 1月21日：東京都品川区武蔵小山駅前にて、ニッカンスポーツ号外配布[ブログ 21]。「COSMO武蔵小山店」にてエヴァレーシングRQによるトークショー[37]。
  - 1月22日：札幌駅前にて、ニッカンスポーツ号外配布[ブログ 22]。
  - 2月5日：RQ撮影会(ラスト)
- エヴァンゲリオンレーシング2017 綾波レイ役[6]
  - 3月4日：『ユニゾンリーグ』での「エヴァンゲリオン」コラボイベント開催を記念した特別生放送配信(配信元：ニコニコ生放送、FRESH！、MC：アメリカザリガニ、ゲスト：バッファロー吾郎（竹若元博）、川村ゆきえ、エヴァンゲリオンレーシングRQ 2017)[38]。
  - 4月8日 - 9日：SUPER GT、岡山国際サーキット
  - 5月3日 - 4日：SUPER GT、富士スピードウェイ[39]
  - 5月16日：『エヴァンゲリオン VR The　魂の座』メディア体験会[ブログ 23]
  - 6月18日：RQ撮影会
  - 7月22日 - 23日：SUPER GT、スポーツランドSUGO
  - 7月29日 - 30日：鈴鹿8時間耐久ロードレース
  - 9月17日：RQ撮影会
  - 10月15日：「エヴァンゲリオン展 仙台」 イベント参加[ブログ 24]。撮影会、サイン会
  - 10月28日 - 30日：パチンコ『CRヱヴァンゲリヲン2018年モデル』のプロモーション、ニッカンスポーツ号外の配布[ブログ 25]。東京　池袋（28日）、K-POWERS 大阪本店（29日）、仙台　ハピナ名掛丁周辺（30日）
  - 11月11日 - 12日：SUPER GT、ツインリンクもてぎ
  - 2018年2月4日：RQ撮影会
- エヴァンゲリオンレーシング2018 綾波レイ役[ブログ 1]
  - 4月14日：RQ撮影会
  - 6月2日 - 3日：スーパー耐久シリーズの第3戦「富士24時間レース」[40]
  - 7月13日 - 15日：上海エヴァンゲリオンの展示会[41]
  - 7月28日 - 29日：鈴鹿8時間耐久ロードレース
  - 8月25日 - 26日：鈴鹿10時間耐久レース 鈴鹿サーキット(三重県)[ブログ 26]
  - 9月30日：RQ撮影会[ブログ 27]
  - 12月2日：NISMO FESTIVAL 2018イベント[動画 3]
  - 2019年1月20日：RQ撮影会
- エヴァンゲリオンレーシング2020 式波・アスカ・ラングレー役[動画 4]
- レッドブル・エアレース・ワールドシリーズ 2017年千葉大会
  - 2017年6月3日 - 4日：幕張海浜公園

エアレースクイーンとして「マティアス・ドルダラー（No.21 マティアスドルダラー レーシング）」のチームガールを務める[42]。[43]。
- 2019年 アップガレージ ドリフトエンジェルス[7]
- 2020年 - 2021年 D'station フレッシュエンジェルズ[9][10]
- 2021年 - 2022年 SUPER GT TGR Team KeePer TOM'S「KeePer Angels」[ブログ 3][1]
- 2023年 - 2025年 Mobil1レーシングサポーターズ[11][12][13]

## 書籍

### 写真集
- you love me?（2020年2月29日、日労研、撮影：久住文高、編集：丸山優美、企画：クイーンズメモリアル製作委員会）ISBN 978-4931562509

### 雑誌
- 角川春樹事務所 BLENDA
- 双葉社 EDGE STYLE
- 講談社 ViVi
- 小学館 cancam
- モデルプレス
- 宝島社 就活ビューティーBOOK

## その他
- Belle vita COLNAGO
- BeeTV「イモ女改造計画」
- 「ねこ背を治す教科書」／伊東稔著（ソーテック社）ISBN 978-4800730053